# Julia Richter (actrice)
Pour les articles homonymes, voir Julia Richter.
Julia Richter, née le 14 août 1970 à Berlin, est une actrice allemande de cinéma, de télévision et de théâtre.

## Biographie
Julia Richter est déjà sur les planches à l'âge de sept ans et fait partie pendant près de dix ans de d’une troupe de théâtre junior (Kinderensemble) du Friedrichstadt-Palast.
Après avoir terminé sa formation d'actrice en 1993, elle commence sa carrière dans la série télévisée allemande Freunde fürs Leben. Elle a fait ses débuts au cinéma en incarnant Kati, rôle principal de la comédie Kommt Mausi raus?!
Elle interprète par la suite de nombreux personnages dans des téléfilms et séries télévisées telles Le Renard, Inspecteur Derrick , Un cas pour deux, Polizeiruf 110.
Julia Richter est également une actrice de théâtre, elle joue dans des théâtres berlinois tels le Theater im Palais et le Theater 89, mais aussi le Théâtre national allemand de Weimar, le Théâtre Thalia de Hambourg, le Volkstheater de Rostock et le Volkstheater de Munich.      
Elle vit avec son mari et ses deux fils à Berlin . 

## Prix
- 1996 Hersfeld-Preis

## Filmographie

### Cinéma
- 2011 : Sushi in Suhl : Ingrid Anschütz
- 2011 : Raju : Sarah Fischer
- 2010 : Die grünen Hügel von Wales : Alex Stapleton
- 2010 : Le Marchand de sable (Das Sandmännchen - Abenteuer im Traumland) : Frau Scheerbart
- 2008 : Ein Teil von mir : Laura
- 2007 : Die große Werkstatt : Rita
- 2006 : Das Verhör : la femme dans l'usine
- 2005 : Was ich von ihr weiß : Iris
- 2004 : Schwestern : Sophie
- 2004 : Close : Susanne
- 2001 : Sass : Gertrude
- 2001 : Julies Geist : Natascha
- 2000 : Sumo Bruno : Anna